# Ambia oligalis
Ambia oligalis là một loài bướm đêm trong họ Crambidae.